# Zeil um Zehn

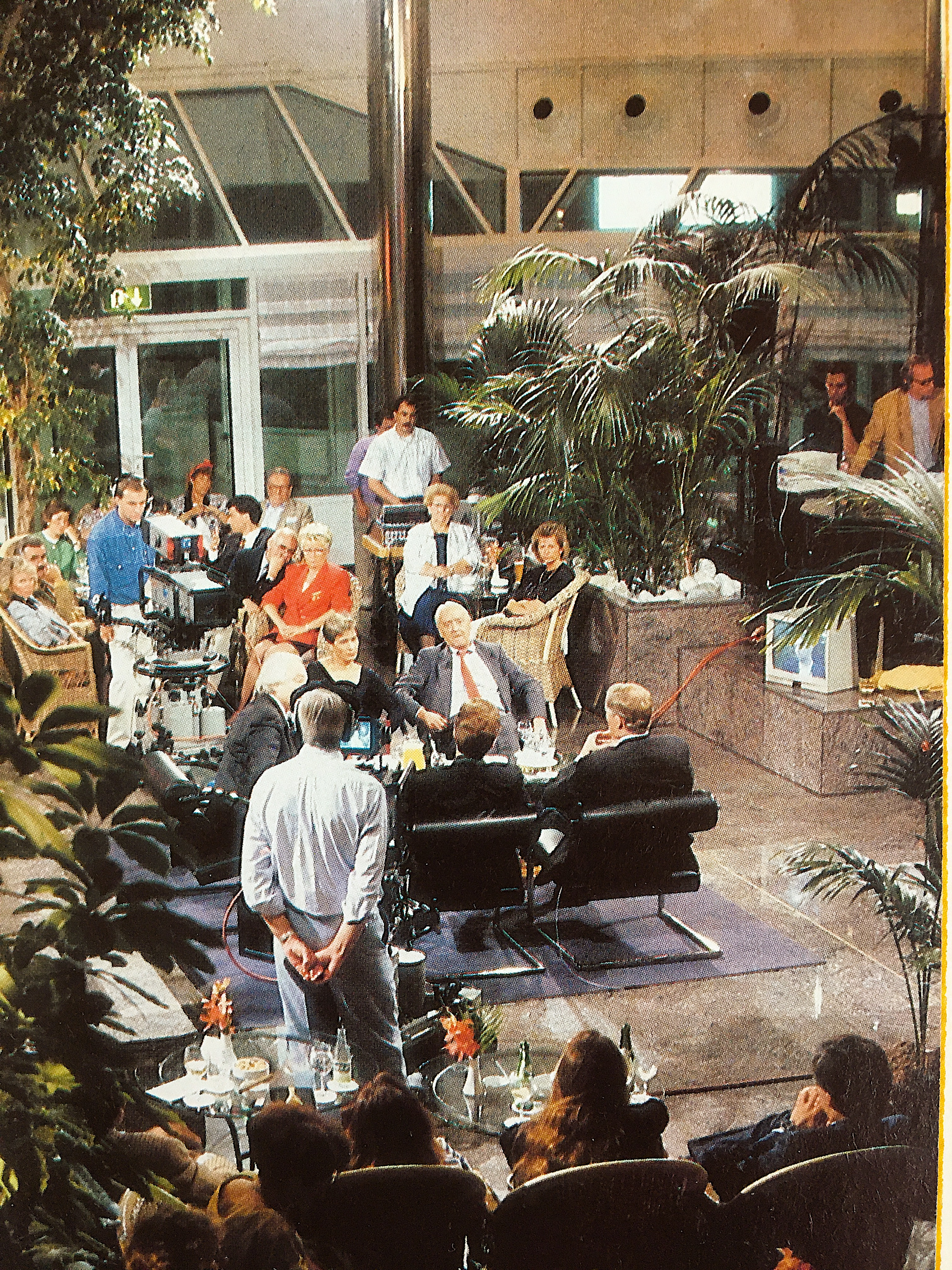
Peter Reichelt, Redakteur der wöchentlichen TV-Talkshow Zeil um Zehn – 1991

Zeil um Zehn war eine politische Talkshow des Hessischen Rundfunks, die in den Jahren 1990 bis 1993 freitagabends im hr-Fernsehen (damals hessen 3) ausgestrahlt wurde.

## Konzept
Die wöchentliche Talkshow wurde aus dem Arabella-Grandhotel in Frankfurt am Main in unmittelbarer Nähe der namensgebenden Zeil mit Gästen aus Politik und Unterhaltung erstmals am 19. Januar 1990 mit der Moderatorin Beate Wedekind gesendet. Weitere Moderatoren waren Alice Schwarzer, Wolfgang Korruhn und Beatrix Millies.

## Producer
Producer und verantwortlicher Redakteur der Talkshow war 1991 der Mannheimer Kunst- und Medienmanager Peter Reichelt.
Unter seiner Verantwortung waren wöchentlich abwechselnd Beatrix Millies und Wolfgang Korruhn die Moderatoren der Show.

## Talkshowgäste (Auswahl)
- 13. September 1991 Millies – Nico Hofmann, Rosemarie Fendel, Caren Pfleger und Michael Cromer
- 20. September 1991 Korruhn – Eva Busch, Serge Sabarksky, [[Blixa Bargeld und Christine Kaufmann
- 27. September 1991 Millies – Pepe Lienhard, Rüdiger Nehberg, Vicky und Dieter Lau
- 4. Oktober 1991 Millies – Florian Langenscheidt, Jürgen Aumüller, Julianna Messerschmidt und Werner Schneyder
- 11. Oktober 1991 Korruhn – Peter Ustinov, Marianne Hoppe und Martin Semmelrogge
- 18. Oktober 1991 Korruhn – Wolfgang Völz, Marlon Shy, Konrad Kujau und Ephraim Kishon
- 25. Oktober 1991 Millies – Christian Schenk, Jörg Wontorra, Franz Georg Strauß und Michaela May
- 1. November 1991 Korruhn – Peter Zingler, Dieter Duhm, Julius Hackethal und Evelyn Künneke
- 8. November 1991 Millies – Lothar Späth, Michael Jürgs, Ute Ohoven und Barbara Rudnik
- 15. November 1991 Korruhn – Inge Meysel, Hans Eichel, Larry Hagman, Linda Gray, Horstmar Stauber und Erich von Däniken
- 22. November 1991 Millies – Rainhard Fendrich, Heinz Sielmann, Joy Fleming und Achim Schwarze
- 29. November 1991 Korruhn – Renan Demirkan, Ernst Fuchs, Manfred Deix und Gisela Uhlen
- 6. Dezember 1991 Millies – Joki Kirschner, Christopher Barker, Helene Siebert und Sibylle Rauch]]
- 13. Dezember 1991 Korruhn – H.A. Schult, Helmut Newton, Pater Mennekes und Hans-Jochen Vogel
- 20. Dezember 1991 Millies – Renate Daimler und Hans-Hermann Tiedje

## Der Große Fernsehskandal im Hessischen Rundfunk 1992
Der verantwortliche Redakteur von Holgers Waschsalon und Zeil um Zehn Peter Reichelt, deckte 1992 den größten Finanz-Skandal in der Geschichte des Hessischen Rundfunks auf. Als Folge musste 1993 der Intendant des HR Hartwig Kelm zurücktreten.